# Ramdolla-Peulh
Ramdolla-Mossi est une localité du Burkina Faso, dans le département de Barga, la province du Yatenga et la région du Nord. 

## Population
Lors du recensement de 2006, on y a dénombré 138 habitants. Comme son nom l'indique – pour la distinguer de Ramdolla-Mossi –, ce sont des Peuls.